# Георги Плачков
Георги Плачков е български бизнесмен и политик от партия ГЕРБ.

## Биография
Георги Георгиев Плачков е роден на 28 май 1961 г. в село Секирово, днес квартал на град Раковски. След завършване на средното си образование работи в сервиза за радио и телевизионна техника в Раковски.
През 1990 г. започва свой бизнес с търговия, а по-късно и с производство на хранителни стоки. През 1999 г. е един от учредителите на „Клуб на предприемача“ в град Раковски. В началото на 2007 г. в град Раковски е основана структурата на партия ГЕРБ. Учредители са Божидар Замярски, Виктор Узунов, Георги Плачков, Иван Антонов, Милена Мандраджийска, Младен Шишков и др. Георги Плачков е избран за председател. Георги Плачков е и един от учредителите на пловдивската областна структура на партия ГЕРБ. Бил е председател на училищното настоятелство на основно училище „Христо Ботев“ в кв. Секирово.
Избран е за народен представител на изборите през юни 2009 г. Депутат е в XLI народно събрание до 14 март 2013 г. Участва в комисията по земеделието и горите.